# Gare de Collins
La  gare de Collins à Armstrong dans la partie non-organisée de la ville de Thunder Bay est desservie par Le Canadien de Via Rail Canada. La gare est en fait un panneau d'arrêt.

## Histoire
Ancienne gare du Canadien National.